# Bailón Becerra
Bailón Becerra Jordán (* 15. Juni 1966 in Montero) ist ein ehemaliger bolivianischer Radrennfahrer.

## Sportliche Laufbahn
Becerra war im Straßenradsport und im Bahnradsport aktiv. Er war Teilnehmer der Olympischen Sommerspiele 1988 in Los Angeles. Im 1000-Meter-Zeitfahren belegte er beim Sieg von Alexander Kiritschenko den 29. Platz. Im Punktefahren war er im Vorlauf ausgeschieden. Im Sprint unterlag er im Vorlauf gegen Eddie Alexander, im Hoffnungslauf gegen Frank Weber.